# 21 Batalion Logistyczny

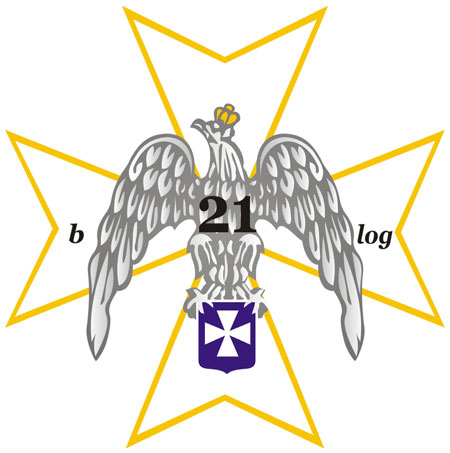
Odznaka pamiątkowa batalionu.

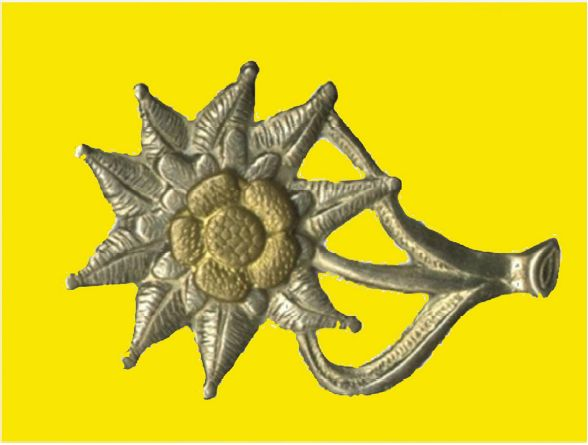
Proporzec na beret 21 blog.

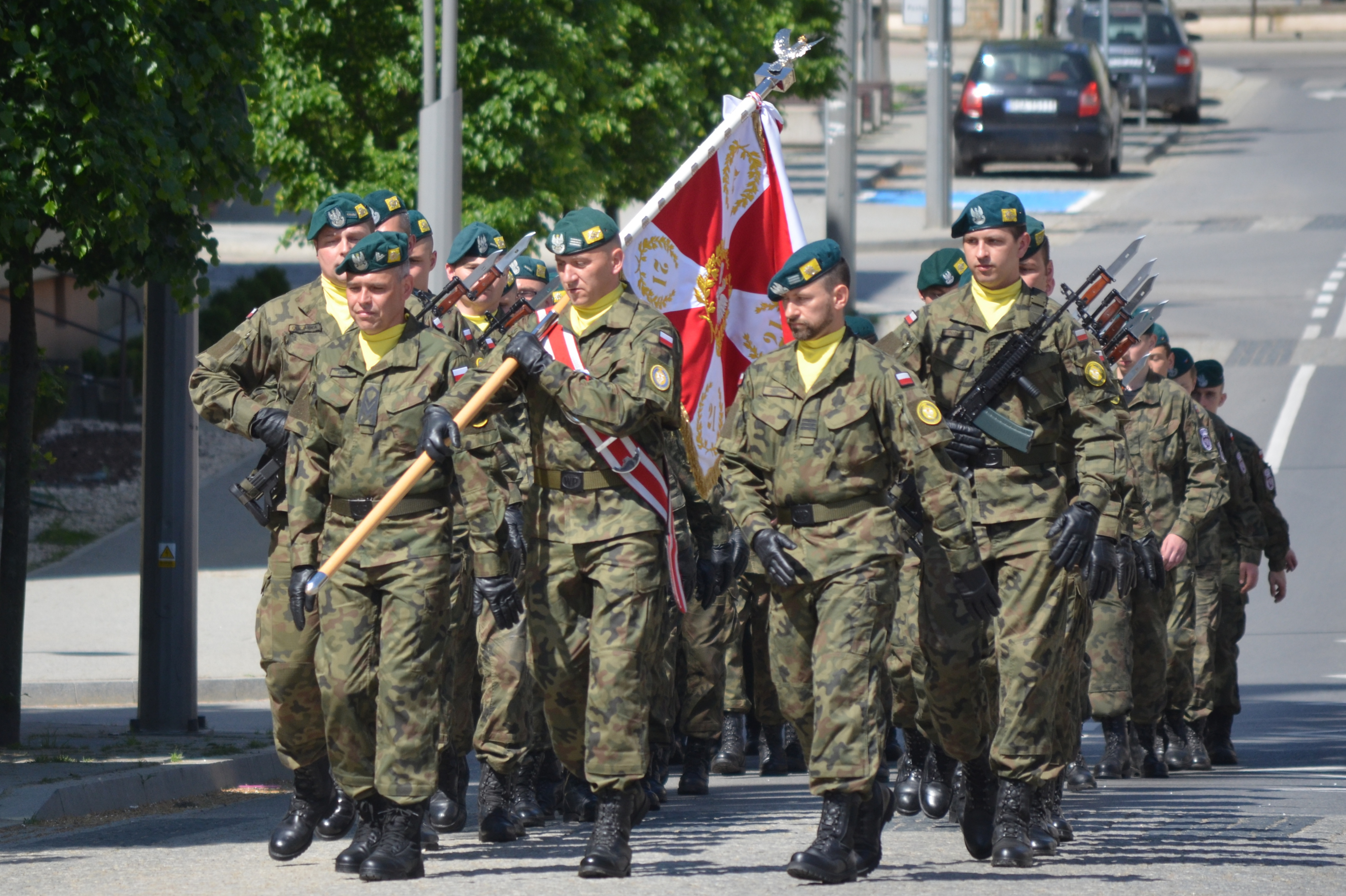
Żołnierze batalionu

21 Batalion Logistyczny im. gen. bryg. Jerzego Kazimierza Dobrodzickiego (21 blog) – pododdział logistyczny Sił Zbrojnych RP.

## Historia
Batalion został sformowany na podstawie rozkazu Nr 15/Org. dowódcy Wojsk Lądowych z dnia 14 kwietnia 2011 roku, w składzie 21 Brygady Strzelców Podhalańskich. Jednostka stacjonuje w garnizonie Rzeszów, w koszarach przy ulicy Langiewicza, które poprzednio zajmował 5 batalion zmechanizowany. Pierwszym dowódcą batalionu został ppłk Jarosław Piasny, dotychczasowy szef sekcji technicznej logistyki 21 BSP. Obowiązki dowódcy objął z dniem 16 sierpnia 2011 roku. W skład batalionu zostały włączone samodzielne dotąd pododdziały brygady: 21 kompania zaopatrzenia i 21 kompania remontowa. Głównym zadaniem jednostki jest logistyczne zabezpieczenie Dowództwa i jednostek brygady.

## Tradycje
Decyzją 1/MON Ministra Obrony Narodowej z dnia 5 stycznia 2012 proporzec rozpoznawczy dowódcy oraz oznakę rozpoznawczą batalionu. Decyzją 171/MON Ministra Obrony Narodowej z dnia 1 czerwca 2012 wprowadzono odznakę pamiątkową batalionu.
Decyzją 199/MON Ministra Obrony Narodowej z dnia 5 lipca 2012 ustalono, że 21 batalion logistyczny przejmuje i z honorem kultywuje dziedzictwo tradycji:
- 2 pułku Strzelców Podhalańskich (1918-1939);
- Przyjmuje imię gen. bryg. Jerzego Kazimierza Dobrodzickiego;
- Ustanawia się doroczne święto 21 batalionu logistycznego w Rzeszowie w dniu 23 września[5].

5 października 2012 na Galicyjskim Rynku, w sanockim skansenie odbyła się uroczystość wręczenia jednostce sztandaru ufundowanego przez mieszkańców powiatu sanockiego.

## Dowódcy
- ppłk Jarosław Piasny (16 sierpnia 2011 – 2 czerwca 2020)[2]
- mjr Zbigniew Wasylów (2 czerwca 2020 – 20 sierpnia 2020)[2][6]
- ppłk Radosław Kozielewicz (od 20 sierpnia 2020[7])

## Struktura
- dowództwo
- sztab
- pluton dowodzenia
- zespół zabezpieczenia medycznego
- kompania zaopatrzenia
- kompania remontowa